# Иван Тодев
Иван Тодоров Тодев, известен като Смолски, Иван Капитанов, Белял Чауш, Велян Чауш, Хаджията, или Хаджи Иван, е български революционер и войвода на Вътрешната македоно-одринска революционна организация.

## Биография
Роден е през 1877 година в село Смол, Гевгелийско (днес Микро Дасос, Гърция). Влиза във ВМОРО под влиянието на Гоце Делчев. Първоначално изпълнява терористични задачи. По заповед на Окръжния комитет убива агент на властта на име Белял Чауш и оттогава му остава такъв прякор. По-късно става войвода в Горноджумайско, а от 1905 година е околийски струмишки войвода на ВМОРО.
На 2 юни 1905 година, близо до село Едрениково, Струмишко, четата му от 9 души е предадена и обградена. След цял ден битка при опита за пробив загиват войводата и трима четници.